# Pollone
Pollone là một đô thị ở tỉnh Biella vùng Piedmont của nước Ý, có vị trí cách khoảng 60 km về phía đông bắc của Torino và khoảng 7 km về phía tây của of Biella. Tại thời điểm ngày 31 tháng 12 năm 2004, đô thị này có dân số 2.208 người và diện tích là 16,4 km².
Pollone giáp các đô thị: Biella, Fontainemore, Lillianes, Occhieppo Superiore, Sordevolo.